# ميته غرافهولت
ميته غرافهولت (بالدنماركية: Mette Gravholt)‏ مواليد 12 ديسمبر 1984، هي لاعبة كرة يد دانمركية سابقة. لعبت مع فريق نادي فريدريكيا لكرة اليد ومثلت منتخب الدنمارك لكرة اليد للسيدات. حققت المركز الثالث في بطولة العالم لكرة اليد للسيدات 2013.
غرافهولت مثلية الجنس علنا. وقد سبق لها أن أقامت علاقة عاطفية مع زميلتها في المنتخب الوطني الدنماركي للسيدات لكرة اليد، كريستينا كريستيانسن، لكن الشريكتين انفصلتا.
قابلت بيتينا لامباك، التي أنجبت منها ابنها ماتيو الذي ولد عبر تلقيح اصطناعي في عام 2017. تزوجت الزوجتان في يوليو عام 2018.
بعد فترة قصيرة من زفافها، أعلنت غرافهولت اعتزالها كلاعبة محترفة في كرة اليد، وبدأت وظيفة جديدة في مدرسة ابتدائية في كولدينغ، أين تعمل كمدرسة في الصف الأول.

## سجل المنافسة
شاركت في البطولات التالية:
- بطولة العالم لكرة اليد للسيدات 2013
- بطولة العالم لكرة اليد للسيدات 2015
- بطولة أوروبا لكرة اليد للسيدات 2012
- بطولة أوروبا لكرة اليد للسيدات 2014

## الميداليات
| الميدالية | المسابقة                            |
| --------- | ----------------------------------- |
| برونزية   | بطولة العالم لكرة اليد للسيدات 2013 |

## روابط خارجية
- ميته غرافهولت على موقع الاتحاد الأوروبي لكرة اليد (الإنجليزية)